# Challenger de Jersey
EL The Jersey International es un torneo profesional de tenis. Pertenece al ATP Challenger Series. Se juega desde el año 2008 sobre pistas duras, en Jersey, Reino Unido.

## Palmarés

### Individuales
| Año  | Campeón          | Finalista    | Resultado      |
| ---- | ---------------- | ------------ | -------------- |
| 2010 | Jan Hernych      | Jan Minář    | 7–6(3), 6–4    |
| 2009 | Daniel Evans     | Jan Minář    | 6–3, 6–2       |
| 2008 | Adrian Mannarino | Andreas Beck | 7–6(4), 7–6(4) |

### Dobles
| Año  | Campeones                       | Finalistas                   | Resultado        |
| ---- | ------------------------------- | ---------------------------- | ---------------- |
| 2010 | Rohan Bopanna Ken Skupski       | Jonathan Marray Jamie Murray | 6–2, 2–6, [10–6] |
| 2009 | Eric Butorac Travis Rettenmaier | Colin Fleming Ken Skupski    | 6–4, 6–3         |
| 2008 | Colin Fleming Ken Skupski       | Chris Guccione Márcio Torres | 6–3, 6–2         |